# Statut général des militaires français
Le statut général des militaires français est l'ensemble des règles de droit auxquelles sont soumis les militaires français. Ce statut est dit « général » car il s'applique aux militaires de toutes les armées, directions et services.
Le statut général des militaires est une matière législative en vertu de l'article 34 de la Constitution qui précise « les garanties fondamentales accordées aux fonctionnaires civils et militaires de l'État » ce qui signifie qu'il y a deux types de fonctionnaires : des civils et des militaires. Il est octroyé unilatéralement par la Nation aux membres des forces armées. Les dispositions de la loi sont complétées par des décrets d'application.
Ce statut permet de définir l'état militaire, le régime particulier des libertés applicables aux personnels servant sous ce statut, les droits et devoirs du militaire, ses garanties, l'organisation hiérarchique, le régime des sanctions, les règles de recrutement, les conditions d'avancement, et de cessation de l'état militaire.

## Historique
Jusqu'en 1972, il n'existait pas de statut général des militaires. C'est pourtant à leur égard que sont établies, par la loi du 19 mai 1834 sur l'état des officiers de terre et de mer, des dispositions considérées comme fondamentales dans le droit de la fonction publique, y compris militaire, comme la distinction du grade et de l'emploi, ainsi que la préfiguration des positions statutaires. Comme pour les fonctionnaires civils, le statut s'élabore progressivement, par le biais de dispositions se retrouvant dans plusieurs statuts, par quelques lois et par la jurisprudence. En particulier, après l'affaire des fiches, qui touche tout particulièrement les officiers, l'article 65 de la loi du 22 avril 1905 de finances pour 1905, sur la communication du dossier avant certaines décisions défavorables, participe de la construction du statut. Sur le modèle de la loi de 1834, une loi du 30 mars 1928 confère un statut aux sous-officiers de carrière. Il existait aussi des lois spécifiques à telle arme ou service.
Un premier statut général des militaires, annonce par l'ordonnance du 7 janvier 1959 sur la défense, a été établi par la loi no 72-662 du 13 juillet 1972. Ce texte a ensuite été remplacé par la loi no 2005-270 du 24 mars 2005 qui a rénové ce statut général des militaires.
Le statut général des militaires est désormais codifié au livre Ier de la quatrième partie du code de la défense.

## État militaire
L'article L.4111-1 du code de la défense renforce la spécificité de l'état militaire en énumérant solennellement les exigences qui découlent de cet état : 
- esprit de sacrifice pouvant aller jusqu'au sacrifice suprême ;
- discipline ;
- disponibilité ;
- loyalisme ;
- neutralité.

## Champ d'application
Le statut des militaires s'applique : 
- aux militaires de carrière ;
- aux militaires servant en vertu d'un contrat ;
- aux militaires réservistes pendant leurs périodes d'activité militaire ;
- aux fonctionnaires détachés pour exercer certaines fonctions au sein de l'armée.

Le statut de 1972 soumettait également les appelés du contingent. Cette disposition n'a pas été reprise par le statut de 2005.

## Droits et devoirs des militaires

### Encadrement de l'exercice des libertés
Pour un article plus général, voir Liberté.
Le principe est énoncé à l'article L4121-1 du Code de la défense : « Les militaires jouissent de tous les droits et libertés reconnus aux citoyens. Toutefois, l'exercice de certains d'entre eux est soit interdit, soit restreint dans les conditions fixées au présent livre. »

#### Liberté d'opinion et liberté de religion
Pour des articles plus généraux, voir Liberté d'opinion et Liberté de religion.
L'article L4121-2 du Code de la défense garantit la liberté d'opinion et la liberté de religion des militaires français. Ces libertés connaissent néanmoins des restrictions liées au devoir de réserve : « Les opinions ou croyances, notamment philosophiques, religieuses ou politiques, sont libres.
Elles ne peuvent cependant être exprimées qu'en dehors du service et avec la réserve exigée par l'état militaire. Cette règle s'applique à tous les moyens d'expression. Elle ne fait pas obstacle au libre exercice des cultes dans les enceintes militaires et à bord des bâtiments de la flotte. »

#### Liberté politique
Pour un article plus général, voir Liberté politique.
Le droit de vote a été reconnu aux militaires le 17 août 1945.
En revanche l'article L4121-3 du Code de la défense prévoit qu'« il est interdit aux militaires en activité de service d'adhérer à des groupements ou associations à caractère politique ». Néanmoins, « les militaires peuvent être candidats à toute fonction publique élective ; dans ce cas, l'interdiction d'adhésion à un parti politique (…) est suspendue pour la durée de la campagne électorale. En cas d'élection et d'acceptation du mandat, cette suspension est prolongée pour la durée du mandat. »
Les militaires qui sont élus et qui acceptent leur mandat sont placés dans la position de détachement.
Dans les faits, le détachement d'office du militaire élu implique la perte de ses revenus : c'est pourquoi les militaires hésitent à se présenter au sein de listes municipales. Par ailleurs la prohibition de l'adhésion à un parti, un groupement ou une association politique ne permet pas au militaire de briguer un mandat national ou d'importance, les seuls de nature à lui assurer des revenus suffisants en cas d'élection, et donc d'assumer la perte de revenus induite par le placement en position de détachement.

#### Droit de grève et liberté syndicale
Pour des articles plus généraux, voir Droit de grève en France et Liberté syndicale.
L'article L4121-4 du Code de la défense précise que « l'exercice du droit de grève est incompatible avec l'état militaire ».
D'autre part, « l'existence de groupements professionnels militaires à caractère syndical ainsi que l'adhésion des militaires en activité de service à des groupements professionnels sont incompatibles avec les règles de la discipline militaire ».
La sévérité de ce dispositif est équilibrée  par la création d'un Haut Comité d'évaluation de la condition militaire composé de personnalités indépendantes chargé d'assurer l'équité de traitement entre les militaires et le reste de la société, et par le renforcement des structures de concertation. Ces structures sont le Conseil supérieur de la fonction militaire et les sept conseils de la fonction militaire spécialisés.
Le 2 octobre 2014 la Cour européenne des droits de l'homme conclut à l'unanimité que l'interdiction des syndicats au sein de l'armée française viole l'article 11 de la Convention européenne des droits de l'homme. La Cour conclut que « si l'exercice de la liberté d'association des militaires peut faire l'objet de restrictions légitimes, l'interdiction pure et simple de constituer un syndicat ou d'y adhérer porte à l'essence même de cette liberté, une atteinte prohibée par la Convention. ». 
Le législateur a partiellement tiré la conclusion de cette décision en créant, dans la loi no 2015-917 du 28 juillet 2015 actualisant la programmation militaire pour les années 2015 à 2019 et portant diverses dispositions concernant la défense, la possibilité pour les militaires de créer des associations professionnelles de militaires. Ces associations ne sont toutefois pas des syndicats professionnels au sens du code du travail, mais des associations loi de 1901 ou des associations de droit local alsacien-mosellan. 

#### Conformité au droit international
Pour un article plus général, voir Droit international public.
La France a ratifié des conventions et des traités internationaux qui garantissent le caractère fondamental de certains droits ou libertés suscités.
En particulier, le pacte international relatif aux droits civils et politiques qui consacre dans son article 22 la liberté d'association et la liberté syndicale comme des droits inaliénables prévoit néanmoins que « le présent article n'empêche pas de soumettre à des restrictions légales l'exercice de ce droit par les membres des forces armées ». De même le Pacte international relatif aux droits économiques, sociaux et culturels prévoit dans son article 8 que l'exercice du droit de grève et de la liberté syndicale par les membres des forces armées peut être soumis à des « restrictions légales ». La Convention (no 87) sur la liberté syndicale et la protection du droit syndical de 1948 de l'Organisation internationale du travail (OIT) précise aussi que « la mesure dans laquelle les garanties prévues par la présente convention s'appliqueront aux forces armées et à la police sera déterminée par la législation nationale ». Plus exactement, d'après l'OIT, « cette disposition autorise l’exclusion totale de cette catégorie de travailleurs du champ d’application de la convention, ou la reconnaissance de certains droits limités à la liberté syndicale ».

Les textes européens sont similaires. Ainsi, l'article 11 de la Convention européenne de sauvegarde des droits de l'homme et des libertés fondamentales (qui assure la liberté d'association et en particulier la liberté syndicale) « n'interdit pas que des restrictions légitimes soient imposées à l'exercice de ces droits par les membres des forces armées » et l'article 5 de la Charte sociale européenne (révisée) affirme que l'application du droit syndical aux membres des forces armées est du ressort du législateur national. En revanche, les interprétations de ces traités sont différentes. En effet, le Comité des ministres du Conseil de l'Europe a affirmé en 2010 que : 

« Les membres des forces armées devraient bénéficier (…) du droit syndical et de négociation collective. (…)
Aucune action disciplinaire (…) ne devrait être prise à l’encontre des membres des forces armées du seul fait de leur participation à des activités d’associations ou de syndicats militaires établis conformément à la loi.
Les membres des forces armées devraient jouir du droit d’adhérer à des partis politiques, à moins que certaines restrictions ne se justifient pour des motifs légitimes. Ce type d’activité politique peut être interdit pour des motifs légitimes, en particulier lorsque le personnel militaire est de service actif. »

 De plus, la Cour européenne des droits de l'homme dans son arrêt Parti communiste unifié de Turquie et autres c. Turquie du 30 janvier 1998 a estimé que les partis politiques constituent une forme d’association essentielle au bon fonctionnement de la démocratie et qu'ils relèvent aussi de l'article 11 de la Convention.

### Protections et garanties octroyées aux militaires

#### Garantie morale
En contrepartie des devoirs et sujétions de l'état militaire, les militaires bénéficient de la considération de la Nation (article L.4111-1).

#### Garanties matérielles
Les militaires perçoivent une solde mensuelle, bénéficient de régimes de pensions de retraite et de pensions d'invalidité, d'un service médical (service de santé des armées), d'un service social.

#### Protections juridiques
Les militaires bénéficient des protections juridiques accordées à tous les agents publics (couverture financière de l'État pour les fautes de service, poursuite pénale au titre de l'article 121-3 du code pénal soumise à l'exigence d'une faute caractérisée…). 
L'article 17 de la loi du 24 mars 2005 (Code de la défense, art. L4123-12) a créé deux faits justificatifs permettant l'exonération de la responsabilité pénale des militaires en cas d'emploi de la force armée, ou de mesure de coercition lorsque certaines conditions sont remplies.

## Militaires de carrière et militaires sous contrat
Les militaires se répartissent principalement entre militaires de carrière et militaires sous contrat. Les premiers, une fois recrutés en cette qualité, le restent sans limitation initiale de durée et bénéficient d'une sécurité de l'emploi. Ils ne peuvent perdre la situation de militaire de carrière que dans des situations précises mettant fin à l'état militaire. Il y a cependant une limite d'âge de service par grade (47 ans pour un sergent ou sergent-chef, 52 ans pour un adjudant, par exemple). Il existe donc une limitation définie par le grade et la nécessité de passer au grade supérieur avant cette limite d'âge pour rester en service.
Les militaires sous contrat signent un contrat avec le ministère de la Défense pour une durée maximale de dix ans. À l'issue du contrat, un nouveau contrat peut être proposé par le ministère, qui n'est pas tenu de le faire.
Les officiers sont généralement des militaires de carrière. Ils sont en principe recrutés sur concours conduisant aux écoles militaires. Ils peuvent aussi être choisis parmi d'autres militaires ou des fonctionnaires par concours, par examen ou au choix selon des modalités spécifiques.
Les sous-officiers et officiers mariniers commencent normalement sous contrat mais peuvent parfois devenir sous-officiers de carrière à l'issue de leurs premiers contrats.
Les militaires du rang servent uniquement sous contrat.
L'article L. 4132-5 fixe les catégories de militaires sous contrat : 
1. officiers sous contrat ;
2. militaires engagés (sous-officiers et militaires du rang) ;
3. militaires commissionnés ;
4. volontaires des armées ;
5. volontaires stagiaires du service militaire adapté (SMA) ;
6. militaires servant à titre étranger, notamment au sein de la Légion étrangère.

## Corps et statuts particuliers
Les militaires de carrière font partie d'un corps de militaires en fonction de l'armée ou du service dans lequel ils servent, de leur niveau d'emploi (officier, sous-officier ou officier marinier) et, le cas échéant, de leur spécialité. Au-delà du statut général des militaires, il existe pour chaque corps un statut particulier, fixé par décret en Conseil d'État.
Les militaires sous contrat sont soumis à un statut particulier qui dépend du type de contrat qu'ils ont signé et des dispositions statutaires du corps auquel ils sont rattachés par leurs fonctions, dans la mesure où elles sont compatibles avec leur situation de militaires sous contrat. Pour ceux ayant un grade de militaire du rang, notamment les volontaires et les militaires engagés, en l'absence de corps de rattachement, le statut particulier est fixé par la nature du contrat.

## La carrière

### Recrutement et formation
Les militaires sont recrutés soit par concours, soit par contrat d'engagement. Ils suivent tous une formation initiale appelée classes. Cette formation militaire est complétée par une formation professionnelle, soit au sein des écoles militaires, soit pour obtenir une qualification particulière. Les militaires bénéficient aussi de dispositifs de formation continue.

### Notation ou évaluation
La règle générale est qu'un militaire est noté par sa hiérarchie, soit militaire, soit civile. Cette notation est en général annuelle et doit être communiquée au militaire.

### Avancement
L'avancement des militaires comprend l'avancement d'échelon et l'avancement de grade. L'avancement d'échelon se fait à l'ancienneté, sauf certains échelons exceptionnels accordés au choix. Selon le statut particulier du corps auquel ils appartiennent ou sont rattachés, l'avancement de grade se fait à l'ancienneté ou au choix. Le statut particulier peut prévoir que l'accès à tel grade se fait au choix ou, pour les militaires non sélectionnés au choix, à l'ancienneté.

### Rémunération
Le militaire perçoit mensuellement une solde.
Son montant est déterminé d'après l'indice attaché au grade et à l'échelon.
La solde est complétée d'une indemnité pour compenser la sujétion de l'état militaire, du supplément familial de solde pour les militaires ayant au moins un enfant à charge, et éventuellement des indemnités spéciales à sa fonction.

### Les positions
Tout militaire est placé, à chaque moment de sa carrière, dans l'une des quatre positions statutaires prévues. 

#### L'activité
L'activité est la position du militaire qui occupe un emploi de son grade[source insuffisante].
Reste dans cette position le militaire qui bénéficie de congés de maladie ou du congé du blessé ; de congés de maternité, de paternité et d'accueil de l'enfant ou d'adoption ; de permissions ou de congés de fin de campagne ; de congés de solidarité familiale ; d'un congé de reconversion ; de congés de présence parentale ; d'un congé pour création ou reprise d'entreprise ; qui est affecté, pour une durée limitée, dans l'intérêt du service, auprès d'une administration de l'Etat, d'un établissement public à caractère administratif ne relevant pas de la tutelle du ministre de la défense, d'un établissement public à caractère industriel et commercial, d'une collectivité territoriale, d'une organisation internationale, d'une association, d'une mutuelle ou, dans l'intérêt de la défense, auprès d'une entreprise.  
Le militaire dans l'une des situations de la position d'activité conserve sa rémunération, à l'exception de celui placé en congé de solidarité familiale ou en congé de présence parentale. 
À l'exception du congé de présence parentale, la durée de chacune des situations de la position d'activité est assimilée à une période de service effectif.

#### Autres positions
Les autres positions possibles sont : 
- le détachement, par lequel le militaire sert pour une durée assez longue dans un autre corps, cadre d'emploi ou emploi de la fonction publique française ou d'une fonction publique internationale tout en continuant à avancer dans son corps d'origine ; dans d'autres cas, le détachement peut aussi être prononcé d'office ;
- la position hors cadre, dans laquelle le militaire continue à travailler pour un autre service public ou une entreprise ayant des missions d'intérêt général, mais sans plus bénéficier de droit à l'avancement ;
- la non-activité, qui regroupe certaines situations de congé de longue maladie, de congé parental, de disponibilité, de retrait d'emploi ou de congé complémentaire de reconversion.

### Cessation de l'état militaire
Lorsqu'un militaire quitte cet état, on dit qu'il est « radié des cadres », s'il était militaire de carrière, et « rayé des contrôles » dans le cas contraire. Si le militaire ne peut bénéficier d'une pension de retraite ou d'invalidité, plusieurs dispositifs existent pour faciliter le retour à une activité civile, soit dans la fonction publique, soit dans le secteur privé.
La cessation de l'état militaire peut avoir plusieurs causes : 
- admission à la retraite ;
- démission ;
- non-renouvellement du contrat à l'initiative de l'armée ;
- perte du grade après condamnation pénale ;
- mesure disciplinaire ;
- réforme pour motifs médicaux ;
- loi de réduction des cadres ;
- décès de l'intéressé.

## Contestation des bases légales du statut général des militaires
À plusieurs reprises dans l'histoire de France, des militaires ont manifesté de différentes manières, et tout récemment encore, en 2001 notamment, des manifestations de gendarmes ont eu lieu.
Précédemment à la loi modifiée en 2005, la France a ratifié la Convention européenne de sauvegarde des droits de l'homme et des libertés fondamentales (entrée en vigueur en 1953), sans émettre de réserve à son article 11 qui traite notamment de la liberté syndicale.
La loi sur le statut des militaires qui a été modifiée en 2005 entre en contradiction avec cette Convention et principalement avec cet article qui précise clairement et sans ambigüité que seules d'éventuelles restrictions à ces droits (et non pas suppression de ces droits) peuvent éventuellement s'appliquer aux membres des forces armées.
Une association française loi de 1901, l'ADEFDROMIL (Association de défense des droits des militaires) se bat depuis quelques années pour défendre les intérêts moraux des militaires français, et notamment pour la modification du statut général des militaires afin que les droits fondamentaux du citoyen soient accordés aux personnels des forces armées françaises (droit d'adhérer à un parti politique ; droit de fonder des associations de défense de leurs intérêts professionnels; etc.)
Depuis 2007 certains forums (comme « Gendarmes Et Citoyens » ou « militaires et citoyens ») ont été créés afin de s'exprimer et de défendre  ces positions en faveur de la pleine citoyenneté et des droits de l'homme.